# Saint-Pierre-des-Ifs (Eure)
Saint-Pierre-des-Ifs è un comune francese di 254 abitanti situato nel dipartimento dell'Eure nella regione della Normandia.

## Società

### Evoluzione demografica
Abitanti censiti